# 萊切車站
萊切車站（義大利語：Stazione di Lecce）是義大利普利亞大區萊切的鐵路車站，於1866年啟用，是亞得里亞海鐵路（安科納－萊切）的南端終點站，也是馬丁納弗蘭卡－萊切鐵路和萊切－奧特朗托鐵路兩條區域線的終點站。